# Мато Дуковац
Мато Дуковац (хорв. Mato Dukovac; 23 вересня 1918, Сурчин — вересень 1990, Торонто) — найрезультативніший хорватський ас часів Другої світової війни, на рахунку котрого, за різними даними, від 40 до 44 перемог.
Німецьке вторгнення зустрів у складі 2-ї ескадрильї Королівських ВПС Югославії. Згодом долучився до Військово-повітряних сил Незалежної держави Хорватії, а потім і Люфтваффе, де він виконував бойові вильоти на Східному фронті. Ці вильоти охоплювали жовтень та листопад 1942 р., лютий-червень 1943 р., жовтень 1943 р. — березень 1944 р. 20 вересня 1944 р. потрапив у полон в СРСР, а в листопаді 1944 р. був відправлений до Югославії. Був інструктором з польотів у військово-морських силах Югославії в Панчево та Задарі. Потім перебрався до Італії у квітні 1945 року. Дуковац покинув Італію в 1946 році і став капітаном сирійських ВПС. Під час арабо-ізраїльської війни він виконував бойові вильоти проти Ізраїлю у 1948 році. Після війни емігрував до Канади і там заснував сім'ю. Помер у Торонто в 1990 році.